# هانتسویل (آرکانزاس)
هانتسویل (آرکانزاس) (به انگلیسی: Huntsville, Arkansas) یک شهر در ایالات متحده آمریکا با جمعیت ۲٬۳۴۶ نفر است که در شهرستان مدیسون واقع شده‌است.

## موقعیت جغرافیایی
موقعیت جغرافیایی شهرها و مناطق اطراف به شرح زیر است: